# Fernando Díaz de Mendoza
Répertoire
- pièces de José de Echegaray, Jacinto Benavente, Benito Pérez Galdós, Eduardo Marquina, Valle-Inclán, Joaquín Álvarez Quintero, Serafín Álvarez Quintero, et le répertoire classique espagnol

Fernando Díaz de Mendoza y Aguado (Murcie, 1862 ― Vigo, 1930) était un directeur de théâtre, metteur en scène et acteur espagnol. Aristocrate de haute extraction, Grand d’Espagne, il se voua pourtant à l’art dramatique et fonda, avec sa deuxième épouse, l’actrice María Guerrero, une troupe de théâtre qui contribua à ressusciter le théâtre classique espagnol et devint bientôt l’une des plus acclamées d’Espagne. Le couple entreprit plusieurs tournées dans différents pays d’Europe et d’Amérique latine, en particulier en Argentine, où il fonda le théâtre Cervantes.

## Biographie

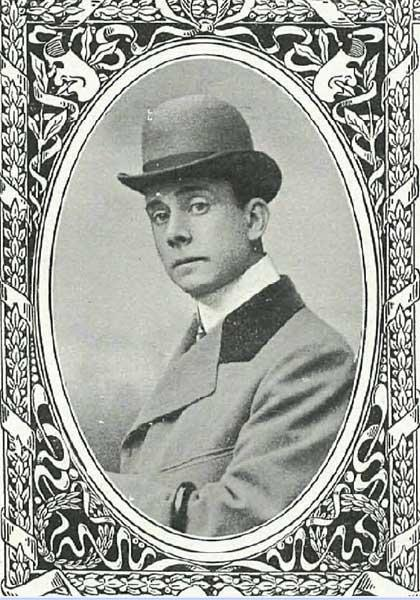
Autrer portrait de Fernando Díaz de Mendoza.

Aristocrate cultivé, Díaz de Mendoza portait les titres de VIIe marquis de San Mamés et de VIe marquis de Fontanar, ainsi que de comte de Balazote, avec Grandesse d'Espagne, et de comte de Lalaing, également avec Grandesse d’Espagne. Dans sa jeunesse, il se rendit à Madrid, où il s’initia aux arts de la scène en participant, avec un grand talent d’acteur, aux représentations qui se donnaient au théâtre Ventura, petite salle de spectacle qu’avait fait édifier la duchesse de la Torre pour le divertissement de la jeunesse de la haute société madrilène. À la suite de la disparition dudit théâtre, Díaz de Mendoza, poussé par des difficultés économiques, résolut de se vouer désormais à l’art dramatique. Son travail fut apprécié par la critique, et après une série de représentations dans différentes provinces d’Espagne, il devint membre de la compagnie du Teatro Español, se hissant en quelques mois au rang d’acteur étoile de cette troupe.
Il contracta mariage avec Doña Ventura Serrano Domínguez, fille du général Francisco Serrano Domínguez, duc de la Torre et régent du Royaume ; à la mort de celle-ci, survenue après la naissance de leur premier enfant et héritier des titres nobiliaires, il convola en secondes noces en 1896 avec la comédienne María Guerrero, avec laquelle il fonda peu après la compagnie théâtrale Guerrero-Díaz de Mendoza, qui en peu de temps devint l’une des plus importantes et des plus fêtées d’Espagne. Le couple parcourut avec un succès considérable une grande partie de l’Europe et de l’Amérique. En Argentine, ils firent construire en 1921, en y engageant toute leur fortune personnelle, le théâtre Cervantes, qui deviendra après la cession de l’édifice à l’État fédéral argentin, le Théâtre national de Buenos Aires. 
Ensemble, María Guerrero et Díaz de Mendoza furent à l’origine du renouveau du théâtre classique espagnol. En tant que metteur en scène, Díaz de Mendoza arrivera à être considéré comme le meilleur de son époque, après Emilio Mario. Il se vit encore confier, âgé déjà, la direction du Conservatoire de Madrid.

### Vie privée
Son fils aîné Fernando Díaz de Mendoza y Serrano, né de son premier mariage, poursuivit la lignée de succession. Fernando Díaz de Mendoza y Aguado fut aussi le père de Luis Fernando et de Carlos Fernando Díaz de Mendoza y Guerrero, tous deux futurs acteurs, et le grand-père de l’acteur Fernando Fernán Gómez et de l’actrice Mari Carmen Díaz de Mendoza. Il eut par ailleurs un fils illégitime, nommé Fernando, né de sa liaison avec l’actrice Catalina Bárcena.

## Carrière (sélection)
- Mariana (1892), de José de Echegaray.
- El vergonzoso en palacio (1894), de Tirso de Molina.
- Entre bobos anda el juego (1895), de Francisco de Rojas Zorrilla.
- Mancha que limpia (1895), de Echegaray
- Voluntad (1895), de Benito Pérez Galdós.
- La calumnia por castigo (1897), de Echegaray.
- Cyrano de Bergerac, d’Edmond Rostand.
- Las flores (1901), des frères Joaquín et Serafín Álvarez Quintero.
- Mariucha (1903), de Galdós.
- La noche del sábado (1903), de Jacinto Benavente
- El abuelo (1904), de Galdós.
- El dragón de fuego (1904), de Benavente.
- Rosas de otoño (1905), de Benavente.
- El genio alegre (1906), de los Álvarez Quintero.
- Más fuerte que el amor (1906), de Benavente.
- La princesa Bebé (1906), de Benavente.
- Añoranzas (1906), de Manuel Linares Rivas
- Los intereses creados (1907), de Benavente.
- Las hijas del Cid (1908), de Eduardo Marquina.
- Amores y amoríos (1908), de los Álvarez Quintero.
- La araña (1908), d’Ángel Guimerá[4].
- Doña María la Brava (1909), de Marquina.
- La fuente amarga (1910), de Manuel Linares Rivas
- En Flandes se ha puesto el sol (1910), de Marquina.
- La flor de la vida (1910), des frères Quintero
- Primavera en otoño (1911), de Gregorio Martínez Sierra
- El alcázar de las perlas (1911), de Francisco Villaespesa
- La alcaldesa de Pastrana (1911), de Marquina.
- Voces de gesta (1911), de Ramón María del Valle-Inclán.
- El rey trovador (1911), de Marquina.
- La marquesa Rosalinda (1912), de Valle-Inclán.
- Doña Desdenes (1912), de Manuel Linares Rivas
- Malvaloca (1912), des frères Álvarez Quintero.
- Cuando florezcan los rosales (1913), de Marquina.
- La malquerida (1913), de Benavente.
- Mamá (1913), de Martínez Sierra
- El retablo de Agrellano (1913), de Marquina.
- Alceste (1914), de Galdós
- Campo de armiño (1916), de Benavente
- El último pecado (1918), de Pedro Muñoz Seca
- La calumniada (1919), de los Quintero
- La vestal de Occidente (1919), de Benavente
- El abanico de Lady Windermere (1920), d’Oscar Wilde.
- La dama de armiño (1922), de Luis Fernández Ardavín.
- El doncel romántico (1922), de Fernández Ardavín.
- La propia estimación (1925), de Jacinto Benavente.